# Gorczycznik pośredni
Gorczycznik pośredni (Barbarea intermedia) – gatunek rośliny z rodziny kapustowatych. Występuje naturalnie w południowo-zachodniej Europie, w północno-zachodniej Afryce oraz na Wyżynie Abisyńskiej i w rejonie Himalajów. Jako introdukowany stwierdzony został w środkowej i północno-zachodniej Europie, w Turcji, w Argentynie, Nowej Zelandii oraz na Tasmanii. W Polsce jest uznany już za gatunek zadomowiony; znany jest jednak z nielicznych stanowisk rozmieszczonych w południowej części województwa śląskiego i małopolskiego oraz na Pomorzu Środkowym.

## Morfologia
PokrójRoślina zielna, naga lub z nielicznymi, szorstkimi włoskami. Łodyga kanciasta o wysokości od 20 do 60 cm.
LiścieOdziomkowe i łodygowe, wszystkie pierzastodzielne lub pierzastosieczne. Liście odziomkowe z 2–5 parami łatek bocznych. Liście łodygowe z uszkowatą nasadą. Szczytowa (środkowa) łatka liścia wyraźnie większa od bocznych, które są równowąskie.
KwiatyZebrane w szczytowe grono. Płatki korony jasnożółte, długości 5–6 mm (ok. dwa razy dłuższe od działek).
OwoceŁuszczyny proste, ok. 2–3,5 cm długości, osadzone na szypule długości 3–5 mm i zakończone dzióbkiem długości 1–1,5 mm. Nasiona ok. 2 mm długości.
Gatunki podobneGorczycznik pospolity B. vulgaris i gorczycznik prosty B. stricta mają górne liście łodygowe niepodzielone, co najwyżej zatokowo ząbkowane. Ich nasiona są też mniejsze (do 1,5 mm długości). Bardzo podobny jest gorczycznik wiosenny B. verna różniący się u okazów silnie rosnących większą liczbą par listków liści odziomkowych (6–10), mniejszą łatką środkową w stosunku do bocznych, dłuższą łuszczyną (4–7 cm) i większymi nasionami (ok. 2,5 mm)

## Biologia i ekologia
Roślina dwuletnia, hemikryptofit. Kwitnie w kwietniu i maju. W Europie Środkowej spotykany na siedliskach ruderalnych; na przydrożach.
Liczba chromosomów 2n = 16.